# Zemitrella websteri
Zemitrella websteri is een slakkensoort uit de familie van de Columbellidae. De wetenschappelijke naam van de soort is voor het eerst geldig gepubliceerd in 1913 door Suter.